# Сеспедес, Карлос
Ка́рлос Се́спедес (исп. Carlos Céspedes; 31 декабря 1884, Мело — 30 июня 1905) — уругвайский футболист, нападающий. Играл за «Насьональ» и сборную Уругвая в первой половине 1900-х гг. С именами Карлоса и его брата Боливара, тоже нападающего, связано становление «трёхцветных» в качестве одного из ведущих клубов страны.

## Биография
К 1890 году семья Сеспедесов покинула родной Мело и перебралась в Монтевидео, где до конца века три брата — Амилькар, Боливар и Карлос — начали играть за футбольную команду местного «Альбиона». В 1900 году Сеспедесы перешли в «Насьональ», игрой за который прославились. В 1903 году Карлос сыграл за сборную Уругвая против Аргентины — 13 сентября он оформил дубль в историческом матче против сборной Аргентины, в котором уругвайцы одержали свою первую победу над соседями (3:2). В том же матче играли оба его брата.
В 1905 году Карлос Сеспедес скончался от оспы.

## Достижения
Насьональ
- Чемпион Уругвая: (2) 1902, 1903
- Обладатель Копа Компетенсия: 1903